# زب (اکلاهما)
زب(به انگلیسی: Zeb) شهری در ایالت اکلاهما کشور ایالات متحده آمریکا است که جمعیت آن در سرشماری سال ۲۰۱۰ میلادی، ۴۹۷ نفر بوده‌است.